# Romuald Schaber

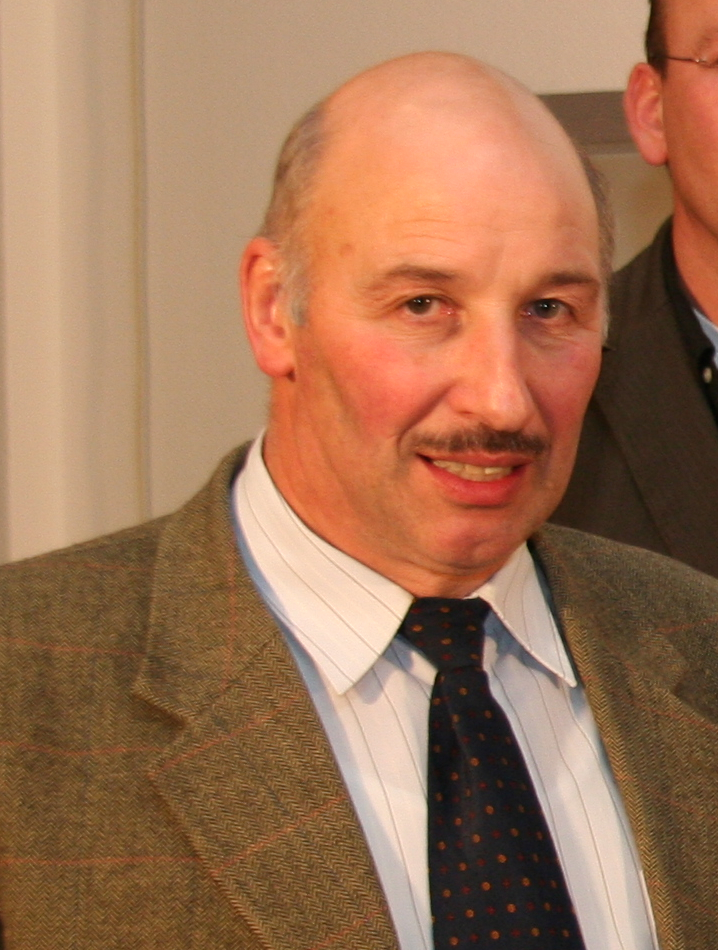
Romuald Schaber

Romuald Schaber (* 1957 in Petersthal) war ein Gründer und langjähriger Vorsitzender des Bundesverbandes Deutscher Milchviehhalter (BDM) e. V. sowie des europäischen Dachverbands bäuerlicher Milchviehhalter European Milk Board.

## Leben
Ursprünglich erlernte Schaber das Maurerhandwerk. Er bewirtschaftet in Petersthal im Allgäu auf 900 Meter Höhe einen 35 Hektar großen reinen Grünlandbetrieb mit 40 Milchkühen und 40 Jungtieren. Sein Hof erwirtschaftet eine tägliche Milchleistung von durchschnittlich 900 Liter Milch.
1998 gründete er den eingetragenen Verein Bundesverband Deutscher Milchviehhalter, der 2008 mit 33.000 Mitgliedern rund ein Drittel der damals ungefähr 100.000 Milchviehbetriebe in Deutschland vertrat. Am 27. April 2009 nahm Schaber mit noch weiteren 20 Vertretern der Milchwirtschaft und Bundeslandwirtschaftsministerin Ilse Aigner an einem Milchgipfel teil. Romuald Schaber ist verheiratet und Vater von fünf Kindern.

## Positionen
Schaber ist der Auffassung, dass „der Deutsche Bauernverband eine Interessenvertretung der Milchindustrie, nicht aber die der Milchbauern ist“. Die beiden von ihm mitinitiierten Milchstreiks in den Jahren 2008 und 2009 bewirkten, dass teilweise über 30 Prozent der Milcherzeuger den Milchfluss an die Milchindustrie unterbrochen haben, im Schwarzwald nahe dem Elsass sogar 70 Prozent. Er sieht den Vollkostenpreis für Milchviehbetriebe im Voll- und Nebenerwerb bei 40 Cent pro Liter Milch. Am 5. Oktober 2010 stellte er im Haus der Bundespressekonferenz in Berlin sein Buch Blutmilch vor.

## Veröffentlichung
- Blutmilch – Wie die Bauern ums Überleben kämpfen. Pattloch Verlag, München 2010. ISBN 978-3-629-02273-8